# Cotidianul
Cotidianul (Il quotidiano) è stato un quotidiano romeno. Fu fondato il 10 maggio 1991 da Ion Rațiu e Doina Bâscă, divenendo il primo giornale privato lanciato dopo la rivoluzione del 1989. Dal 1º agosto 2009, diviene direttore editoriale Cornel Nistorescu, il quale cambia la politica del giornale, divenendo un potente critico del presidente Traian Băsescu. La venuta di Nistorescu porta a diverse dimissioni nel gruppo degli editori del giornale. Il quotidiano è stato visto negli ultimi anni come un giornale pro-Băsescu, assieme ad Evenimentul zilei.
Il giornale è stato pubblicato per l'ultima volta il 23 dicembre 2009.
Nel febbraio 2010, Cornel Nistorescu ha acquisito il sito www.cotidianul.ro e il giornale continua a funzionare online.